# Adriaan de Vooys

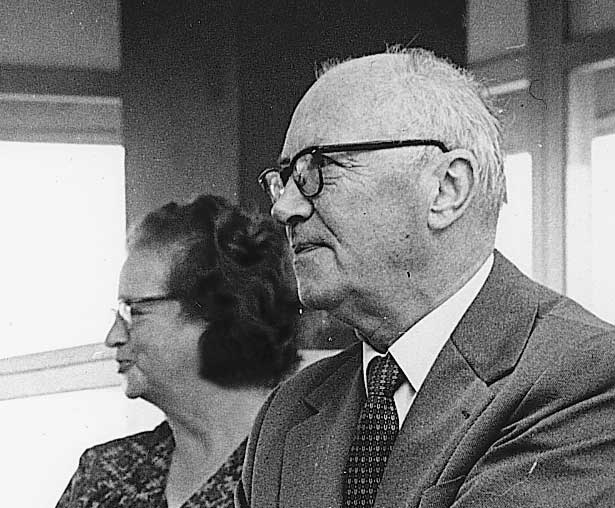
Prof. Dr. A.C. de Vooys en zijn vrouw tijdens zijn afscheid van de Universiteit Utrecht in 1974

Adrianus Cornelis de Vooys (Assen, 22 januari 1907 – Bilthoven, 28 juni 1993) was een Nederlandse sociaal geograaf, hoogleraar en rector magnificus van de Universiteit Utrecht.

## Levensloop
Adriaan de Vooys was de zoon van Catharijna Clara Maria Kluit en de filoloog Cornelis Gerrit Nicolaas de Vooys (1873-1955), die van 1915 tot 1943 hoogleraar Nederlandse taal- en letterkunde was in Utrecht. Adriaan de Vooys volgde middelbaar onderwijs aan het Utrechts Stedelijk Gymnasium. In 1926 begon hij de studie sociale geografie bij Louis van Vuuren, de grondlegger van het toegepaste sociaal-geografische onderzoek in Nederland. Zijn doctoraalscriptie handelde over de gemeente Reeuwijk, waarbij voor het eerst gebruikgemaakt werd van het grondmateriaal van de volkstelling. Tijdens zijn studietijd oriënteerde hij zich ook in de Amsterdamse sociografie door colleges en seminars te volgen in Amsterdam bij Sebald Rudolf Steinmetz - zeer ongebruikelijk, want de sociografische traditie stond in die tijd lijnrecht tegenover de Utrechtse. Wetenschapshistoricus Heslinga (1974) zegt hierover: ‘Heb ik het wel dan is – onder alle studenten die sedert de instelling van de studierichting der sociale geografie in 1921 tot in de oorlog in Utrecht gestudeerd hebben – hij de enige geweest die ooit in ‘het andere kamp’ vertoefd heeft’.
In 1932, in het jaar dat zijn vader rector magnificus was, promoveerde De Vooys cum laude bij Van Vuuren. Hij was een van de promovendi uit een lichting waar ook Hendrik Jacob Keuning, belangrijk voor de geografie in Groningen, en Tetje Heeringa deel van uitmaakten. Hij verbleef van september 1933 tot augustus 1934 met een beurs van de Rockefeller Foundation in de Verenigde Staten, en bestudeerde er werkloosheid en migratie op het platteland. Na terugkomst ging hij werken bij het CBS. Hij bleef aan dit instituut verbonden tot 1949. Van 1949 tot 1973 was hij hoogleraar sociale geografie aan de Universiteit van Utrecht. Van 1967-1968 was hij er rector magnificus (wat zijn vader 35 jaar daarvoor ook geweest was). In 1973 ging De Vooys met emeritaat.

## Werk en betekenis
De Vooys heeft, samen met Chris van Paassen, de ontwikkeling van de sociale geografie in Utrecht na de Tweede Wereldoorlog vormgegeven (zie Sociale geografie Utrecht 1950 - ± 1970). Hij heeft mede door de sterke groei van het aantal studenten een generatie van sociaal geografen geïnspireerd. Een groot aantal leerlingen zien we na 1960 terug op hoogleraarposities in Utrecht, Nijmegen, Groningen, Amsterdam en Rotterdam.
In tegenstelling tot zijn Groningse collega Hendrik Jacob Keuning sloeg hij een minder economische koers in voor de sociale geografie. De grondslag daarvoor was al gelegd in zijn proefschrift over de trek van de plattelandsbevolking (1932). Hij had veel aandacht voor de differentiële eigenschappen van de bevolkingsgroepen en de ruimtelijke neerslag daarvan. Zijn opvatting was dat de sociale geografie een wetenschap van sociale groepen was en niet een wetenschap van plaatsen. De ruimtelijke verscheidenheid van de bevolking werd door De Vooys onderzocht in relatief kleine gemeenten met gebruikmaking van voor die tijd omvangrijke enquêtes. Opvallend was steeds de aandacht voor de ruimtelijke dynamiek zoals die tot uiting kwam in verschijnselen als migratie en pendel.
De Vooys en zijn medewerkers zetten de toon voor het typisch toegepaste karakter van de Nederlandse sociale geografie: wars van grote theorieën, met veel oog voor de concrete feiten van de maatschappelijke werkelijkheid. Dat laatste verklaarde ook zijn voorliefde voor statistisch onderzoek.

#### Debat met Amsterdam
Het gegeven dat De Vooys in zijn opvattingen over het centrale object van de sociale geografie een minder economisch en meer sociologisch getint standpunt innam, heeft er waarschijnlijk toe bijgedragen, dat hij herhaaldelijk, en met verve, de identiteit van de Utrechtse sociale geografie verdedigde tegenover de Amsterdamse sociografie. In zijn inaugurele rede van 1950 ‘Over de ontwikkeling der sociale geografie in Nederland’ schonk hij veel (en kritisch) aandacht aan de denkbeelden van Steinmetz. Na 1960 nam overigens de heftigheid van het debat tussen de Amsterdamse sociografen en de Utrechtse sociaal geografen geleidelijk af. De vernieuwingen in de sociale geografie onder invloed van de Angelsaksische geografen, maakten dat het thema niet meer interessant was.

#### Tijdschriften
Opmerkelijk was het initiatief dat De Vooys samen met onder andere Ruud Cools nam om een geografisch tijdschrift te starten waarmee vooral leraren aardrijkskunde en studenten hun voordeel konden doen (het Geografisch Tijdschrift, later opgegaan in Geografie. Tijdens de Tweede Wereldoorlog was het Tijdschrift voor het Onderwijs in de Aardrijkskunde verdwenen en dit nieuwe tijdschrift moest de leemte vullen. De Vooys was gedurende 18 jaar redacteur. Hij schreef daarnaast ‘gewoon stukjes over dingen die ik tegen het lijf liep’ (Heslinga, 1974) en hij kon daarbij terugvallen op zijn grote belezenheid op een breed terrein. Hij stond er om bekend elke avond te lezen. Grote delen van zijn omvangrijke bibliotheek heeft hij op verschillende momenten van zijn loopbaan aan de nog jonge geografische instituten in Nederland geschonken.
Een ander initiatief om de geografie voor een breed publiek toegankelijk te maken, was de samen met Rob Tamsma geredigeerde driedelige uitgave ‘Panorama der Wereld’ (1959).

## Belangrijkste publicaties
- De trek van de plattelandsbevolking in Nederland. Bijdrage tot de kennis van de sociale mobiliteit en de horizontale migratie van de plattelandsbevolking, Dissertatie Utrecht, Wolters, Groningen, 1932
- Godsdienstsociografische onderzoekingen: Retranchement (Zeeuws-Vlaanderen), In: Sociologisch Bulletin, I, 1947, pp. 52-72
- Godsdienstsociografische onderzoekingen: Opperdoes (West-Friesland), In: Sociologisch Bulletin, II, 1948, pp. 85-102
- De ontwikkeling van de sociale geografie in Nederland, Oratie Rijksuniversiteit Utrecht, Wolters, Groningen, 1950
- De opkomst van de medische geografie in Nederland, In: Geografisch Tijdschrift, IV, 1951, pp. 1-8
- De sterfte in Nederland in het midden der 19e eeuw. Een demogeografische studie, In: Tijdschr. Aardrijkskundig Genootschap, LXVIII, 1951, pp. 233-272
- Uitholling van geografische begrippen. Het genre de vie, in: J. Brummelkamp e.a. De wereld der mensen. Sociaal-wetenschappelijke opstellen aangeboden aan Prof. Dr. J.J. Fahrenfort ter gelegenheid van zijn afscheid als hoogleraar in de volkenkunde aan de Universiteit van Amsterdam, Wolters, Groningen, 1955, pp.256-264
- Western Thessaly in transition, In: Tijdschr. Aardrijkskundig Genootschap, LXXVI, 1959, pp. 31-54
- Panorama der Wereld, dl I, II, III, Romen, Roermond 1959, 1960, 1961 (redactie met R. Tamsma)
- Griekenland. Het heden van Hellas, Terra Bibliotheek, 24, Boom, Meppel, 1962
- Bronnen voor het regionale onderzoek in Nederland, Wolters, Groningen, 1963 (samen met J.M.G. Kleinpenning)
- Die Pendelwanderung. Typologie und Analyse, in: Zum Standort der Sozialgeographie, Wolfgang Hartke zum 60. Geburtstag, Münchner Studien zur Sozial- und Wirtschaftsgeographie, Bd. 4, 1968, pp. 99-107

## Promovendi
Deze lijst is niet compleet.
- Elisabeth Gottschalk: Historische geografie van Westelijk Zeeuws-Vlaanderen tot de St.- Elisabethsvloed van 1404. Proefschrift Utrecht, 1955
- Jacob Buit: Winkels in de Hoornse binnenstad. Proefschrift Utrecht, 1966
- J.A. Verduin: Bestaanswijze en huwelijks- en voortplantingspatroon in het negentiende eeuwse Drentse zandgebied. Proefschrift Utrecht, 1972

- Bibliothèque nationale de France: cb15344471s (data)
- Gemeinsame Normdatei: 1146173253
- International Standard Name Identifier: 0000 0000 7848 1685
- Library of Congress Control Number: n87877053
- Nederlandse Thesaurus van Auteursnamen: 069196478
- Système universitaire de documentation: 081377088
- Virtual International Authority File: 65534685
- WorldCat: E39PBJcBQKrtx8KG4t8hmFwBfq